# شهرستان لواو-سن-فرانسوا
شهرستان لواو-سن-فرانسوا (به انگلیسی: Le Haut-Saint-François Regional County Municipality) یک منطقهٔ مسکونی در کانادا است که در استری، کبک واقع شده‌است. شهرستان لواو-سن-فرانسوا ۲٬۳۰۷٫۵۰ کیلومتر مربع مساحت و ۲۲٬۰۶۵ نفر جمعیت دارد.